# Malvagna
Malvagna é uma comuna italiana da região da Sicília, província de Messina, com cerca de 964 habitantes. Estende-se por uma área de 6 km², tendo uma densidade populacional de 161 hab/km². Faz fronteira com Castiglione di Sicilia (CT), Francavilla di Sicilia, Mojo Alcantara, Montalbano Elicona, Roccella Valdemone.

## Demografia
| Variação demográfica do município entre 1861 e 2011                               |
|                                                                                   |
| Fonte: Istituto Nazionale di Statistica (ISTAT) - Elaboração gráfica da Wikipedia |